# Cypraeovula

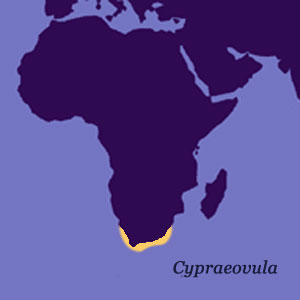
Verbreitungsgebiet

Cypraeovula, international auch als „Bubble-cowries“ bekannt, ist eine Gattung aus der Familie der Kaurischnecken (Cypraeidae). Die Arten dieser Gattung kommen ausschließlich an den südlichen Küsten Afrikas vor.

## Merkmale
Die arttypischen Größen schwanken zwischen 18 mm (C. edentula) und 38 mm (C. fuscodentata). Die Papillen sind kurz und warzenförmig. Die Gehäuse bei den tiefer vorkommenden Arten sind meist kugelförmig, die der anderen Arten etwas gestreckter. Die markante Wölbung des Gehäuses ist auffällig – daher der Name „Bubble-cowries“. Die anderen Merkmale, wie zum Beispiel der Mantel, die Radula oder die Ausprägung der Gehäusezähne divergieren stark. Selbst innerhalb einer Art kann der Kallus deutlich sichtbar unterschiedlich sein.

## Systematik
Die Gattung Cypraeovula wurde von John Edward Gray 1824 aufgestellt. Typusart ist Cypraeovula capensis Gray, 1824. Die Meeresbiologen Felix Lorenz und Alex Hubert teilten diese Gattung in zwei Gruppen auf. Zum einen in die, von Shikama (als Untergattung) eingeführte „Crossia-Gruppe“ und zum anderen in die „Algoensis-Gruppe“.
Die „Crossia-Gruppe“, deren gemeinsamen Merkmale die besondere Tiefe des Lebensraumes, das kugelförmige Gehäuse und die, deutlicher als bei der „Algoensis-Gruppe“ ausgebildete, Fossula sind, besteht aus den folgenden Arten: cruickshanki, connelli, iutsui. Diese kommen typischerweise in einer Tiefe ab 100 m vor. Bis zu welcher Tiefe diese Arten leben kann man nur vermuten. Es gibt Anhaltspunkte, die darauf hindeuten, dass cruickshanki auch noch in 650 m Tiefe vorkommt. Diese Annahme und die dokumentierten Tiefen der anderen „Tiefsee-Cypraeovula“ beruhen auf Angaben aus der Fischerei. In den Netzen der Tiefseefischer finden sich manchmal Gehäuse der zuvor genannten Arten wieder, Lebendfunde sind äußerst selten. In der „Algoensis-Gruppe“ führten die Autoren alle anderen Arten auf. 
Nachdem neuere Untersuchungen gezeigt haben, dass diese Zweiteilung der Gattung den Gegebenheiten nicht gerecht wird, schlägt Lorenz (September 2006) vor, Cypraeovula wie folgt zu gliedern:
„Luponia-Gruppe“: capensis, edentula, algoensis, mikeharti, alfredensis, fuscodentata, fuscorubra, coronata

„Crossia-Gruppe“: castanea, iutsui, volvens

„Cruickshanki-Gruppe“: cruickshanki, connelli

Zwischenformen: colligata, kesslerorum
An dieser Stelle muss der Hinweis ergehen, dass die zuvor aufgeführten Systematiken nicht von allen Taxonomen so gesehen werden müssen. Gerade bei dieser stark divergierenden und selten vorkommenden Gattung gehen die Meinungen naturgemäß auseinander.

## Arten
- Cypraeovula alfredensis Schilder & Schilder, 1929
- Cypraeovula algoensis Gray, 1825
- Cypraeovula capensis Gray, 1828
- Cypraeovula castanea Higgins, 1868
- Cypraeovula colligata Lorenz, 2002
- Cypraeovula connelli Liltved, 1983
- Cypraeovula coronata Schilder, 1930
- Cypraeovula cruickshanki Kilburn, 1972
- Cypraeovula edentula Gray, 1825
- Cypraeovula fuscodentata Gray, 1825
- Cypraeovula fuscorubra Shaw, 1909
- Cypraeovula immelmani Liltved, 2001
- Cypraeovula iutsui Shikama, 1974
- Cypraeovula kesslerorum Lorenz, 2006
- Cypraeovula mikeharti Lorenz, 1985
- Cypraeovula volvens Fazzini & Bergonzoni, 2004

## Bilder

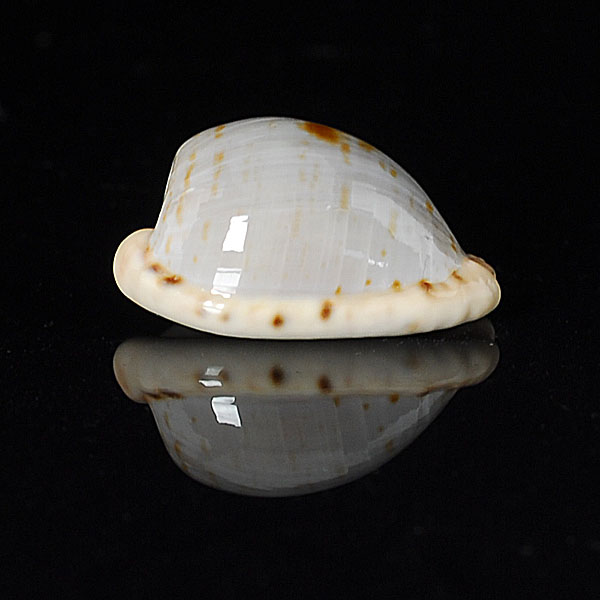
Cypraeovula alfredensis
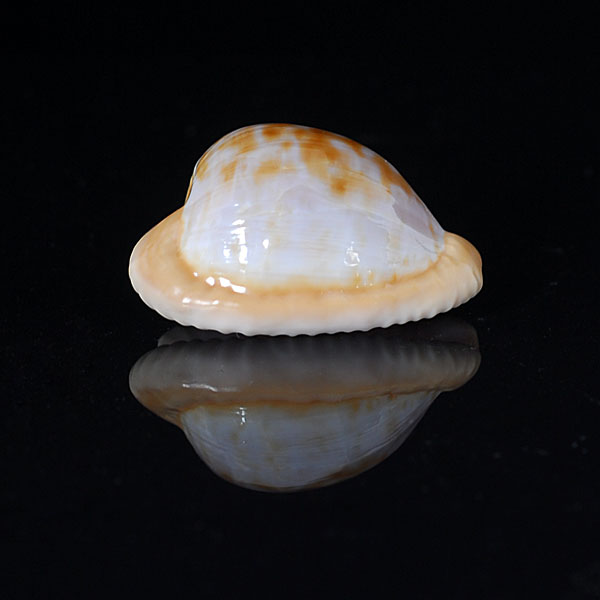
Cypraeovula coronata
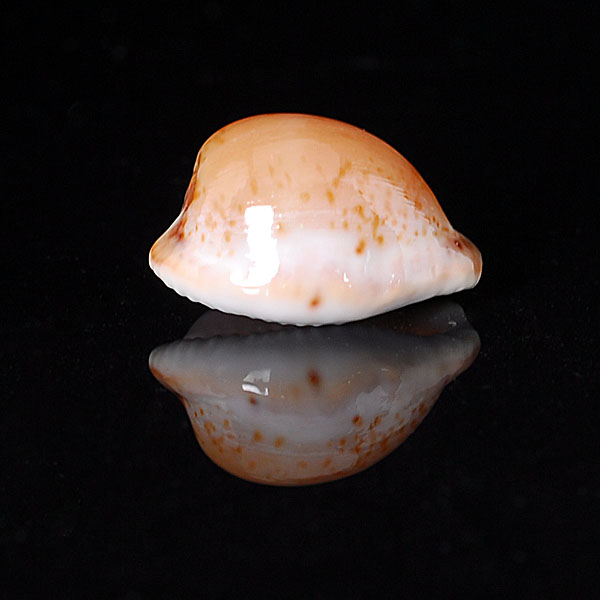
Cypraeovula edentula
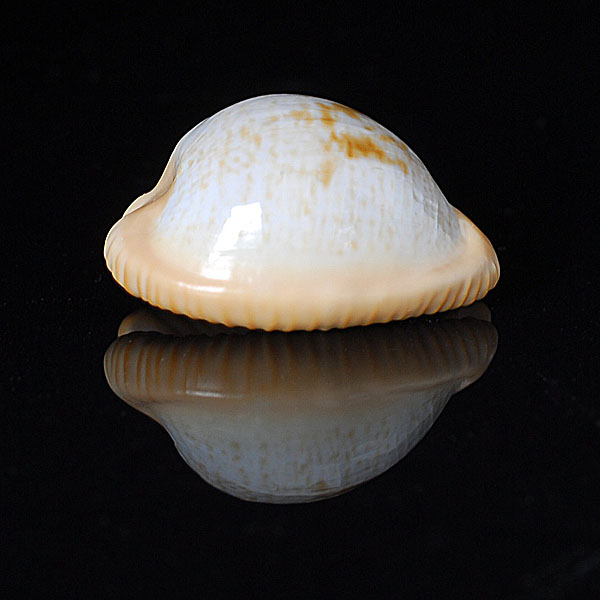
Cypraeovula fuscodentata
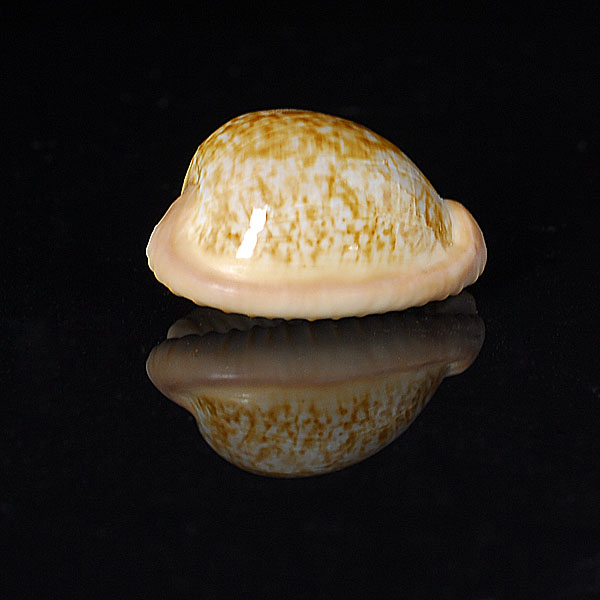
Cypraeovula fuscorubra
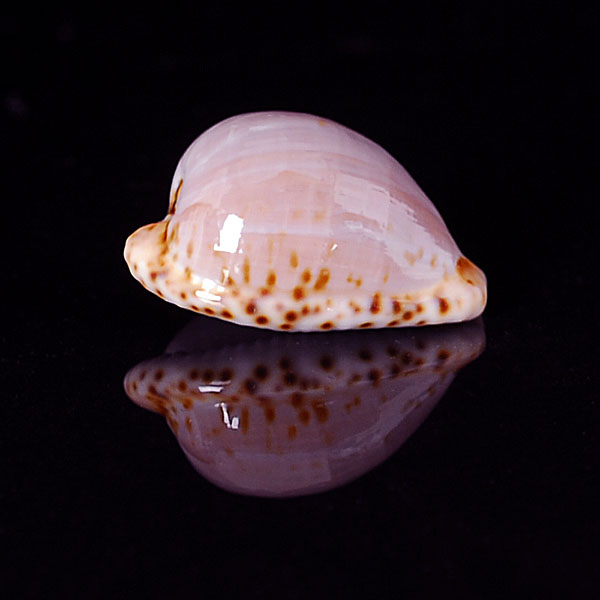
Cypraeovula mikeharti